# Fußball-Weltmeisterschaft 2022/Gruppe D
| Pl. | Land       | Sp. | S | U | N | Tore    | Diff. | Punkte |
| --- | ---------- | --- | - | - | - | ------- | ----- | ------ |
| 1.  | Frankreich | 3   | 2 | 0 | 1 | 006:300 | +3    | 06     |
| 2.  | Australien | 3   | 2 | 0 | 1 | 003:400 | −1    | 06     |
| 3.  | Tunesien   | 3   | 1 | 1 | 1 | 001:100 | ±0    | 04     |
| 4.  | Dänemark   | 3   | 0 | 1 | 2 | 001:300 | −2    | 01     |

Gruppe D der Fußball-Weltmeisterschaft 2022:

## Dänemark – Tunesien 0:0
| Dänemark                                                                             | Dänemark | Tunesien | Tunesien | Aufstellung                         |
| ------------------------------------------------------------------------------------ | --- | --- | -------- | ----------------------------------- |
| Dänemark                                                                             | \| 1. Spieltag \| \| 22. November 2022 um 16:00 Uhr (14:00 Uhr MEZ) in ar-Rayyan (Education City Stadium) \| \| Zuschauer: 42.925 \| \| Schiedsrichter: César Ramos ( Mexiko) 1 \| \| Spielbericht \| | \| 1. Spieltag \| \| 22. November 2022 um 16:00 Uhr (14:00 Uhr MEZ) in ar-Rayyan (Education City Stadium) \| \| Zuschauer: 42.925 \| \| Schiedsrichter: César Ramos ( Mexiko) 1 \| \| Spielbericht \| | Tunesien | Aufstellung Dänemark gegen Tunesien |
| Dänemark                                                                             | Kasper Schmeichel – Joachim Andersen, Simon Kjær (65. Mathias Jensen), Andreas Christensen – Rasmus Kristensen, Pierre Emile Højbjerg, Thomas Delaney (45.+1' Mikkel Damsgaard), Christian Eriksen, Joakim Mæhle – Andreas Skov Olsen (65. Jesper Lindstrøm), Kasper Dolberg (65. Andreas Cornelius) Cheftrainer: Kasper Hjulmand | Aymen Dahmen – Montassar Talbi, Dylan Bronn, Yassine Meriah – Mohamed Dräger (88. Wajdi Kechrida), Aïssa Laïdouni (88. Ferjani Sassi), Ellyes Skhiri, Ali Abdi – Anis Ben Slimane (67. Naïm Sliti), Issam Jebali (80. Taha Yassine Khenissi), Youssef Msakni (80. Hannibal Mejbri) Cheftrainer: Jalel Kadri | Tunesien | Aufstellung Dänemark gegen Tunesien |
| Dänemark                                                                             | Kristensen (24.), Jensen (78.) | Khenissi (86.) | Tunesien | Aufstellung Dänemark gegen Tunesien |
| Dänemark                                                                             | Spieler des Spiels: Aïssa Laïdouni (Tunesien) | | Tunesien | Aufstellung Dänemark gegen Tunesien |
| 1. Spieltag                                                                          | | |          |                                     |
| 22. November 2022 um 16:00 Uhr (14:00 Uhr MEZ) in ar-Rayyan (Education City Stadium) | | |          |                                     |
| Zuschauer: 42.925                                                                    | | |          |                                     |
| Schiedsrichter: César Ramos ( Mexiko) 1                                              | | |          |                                     |
| Spielbericht                                                                         | | |          |                                     |

## Frankreich – Australien 4:1 (2:1)
| Frankreich                                                                     | Frankreich | Australien | Australien | Aufstellung                             |
| ------------------------------------------------------------------------------ | --- | --- | ---------- | --------------------------------------- |
| Frankreich                                                                     | \| 1. Spieltag \| \| 22. November 2022 um 22:00 Uhr (20:00 Uhr MEZ) in al-Wakra (al-Janoub Stadium) \| \| Zuschauer: 40.875 \| \| Schiedsrichter: Victor Gomes ( Südafrika) 2 \| \| Spielbericht \| | \| 1. Spieltag \| \| 22. November 2022 um 22:00 Uhr (20:00 Uhr MEZ) in al-Wakra (al-Janoub Stadium) \| \| Zuschauer: 40.875 \| \| Schiedsrichter: Victor Gomes ( Südafrika) 2 \| \| Spielbericht \|                                                                                         | Australien | Aufstellung Frankreich gegen Australien |
| Frankreich                                                                     | Hugo Lloris – Benjamin Pavard (89. Jules Koundé), Ibrahima Konaté, Dayot Upamecano, Lucas Hernández (13. Theo Hernández) – Aurélien Tchouaméni (77. Youssouf Fofana), Adrien Rabiot – Ousmane Dembélé (77. Kingsley Coman), Antoine Griezmann, Kylian Mbappé – Olivier Giroud (89. Marcus Thuram) Cheftrainer: Didier Deschamps | Mathew Ryan – Nathaniel Atkinson (85. Miloš Degenek), Harry Souttar, Kye Rowles, Aziz Behich – Aaron Mooy, Mathew Leckie, Jackson Irvine (85. Keanu Baccus), Riley McGree (73. Awer Mabil), Craig Goodwin (73. Garang Kuol) – Mitchell Duke (56. Jason Cummings) Cheftrainer: Graham Arnold | Australien | Aufstellung Frankreich gegen Australien |
| Frankreich                                                                     | 1:1 Rabiot (27.) 2:1 Giroud (32.) 3:1 Mbappé (68.) 4:1 Giroud (71.) | 0:1 Goodwin (9.) | Australien | Aufstellung Frankreich gegen Australien |
| Frankreich                                                                     | Duke (55.), Irvine (80.), Mooy (90.+5') | | Australien | Aufstellung Frankreich gegen Australien |
| Frankreich                                                                     | Spieler des Spiels: Kylian Mbappé (Frankreich) | | Australien | Aufstellung Frankreich gegen Australien |
| 1. Spieltag                                                                    | | |            |                                         |
| 22. November 2022 um 22:00 Uhr (20:00 Uhr MEZ) in al-Wakra (al-Janoub Stadium) | | |            |                                         |
| Zuschauer: 40.875                                                              | | |            |                                         |
| Schiedsrichter: Victor Gomes ( Südafrika) 2                                    | | |            |                                         |
| Spielbericht                                                                   | | |            |                                         |

## Tunesien – Australien 0:1 (0:1)
| Tunesien                                                                       | Tunesien | Australien | Australien | Aufstellung                           |
| ------------------------------------------------------------------------------ | --- | --- | ---------- | ------------------------------------- |
| Tunesien                                                                       | \| 2. Spieltag \| \| 26. November 2022 um 13:00 Uhr (11:00 Uhr MEZ) in al-Wakra (al-Janoub Stadium) \| \| Zuschauer: 41.823 \| \| Schiedsrichter: Daniel Siebert ( Deutschland) 3 \| \| Spielbericht \|                                                                           | \| 2. Spieltag \| \| 26. November 2022 um 13:00 Uhr (11:00 Uhr MEZ) in al-Wakra (al-Janoub Stadium) \| \| Zuschauer: 41.823 \| \| Schiedsrichter: Daniel Siebert ( Deutschland) 3 \| \| Spielbericht \|                                                                                 | Australien | Aufstellung Tunesien gegen Australien |
| Tunesien                                                                       | Aymen Dahmen – Dylan Bronn (73. Wajdi Kechrida), Yassine Meriah, Montassar Talbi – Mohamed Dräger (46. Ferjani Sassi), Ellyes Skhiri, Aïssa Laïdouni (67. Wahbi Khazri), Ali Abdi – Naïm Sliti, Issam Jebali (73. Taha Yassine Khenissi), Youssef Msakni Cheftrainer: Jalel Kadri | Mathew Ryan – Fran Karačić (75. Miloš Degenek), Harry Souttar, Kye Rowles, Aziz Behich – Riley McGree (64. Ajdin Hrustić), Aaron Mooy, Jackson Irvine – Mathew Leckie (85. Keanu Baccus), Mitchell Duke (64. Jamie Maclaren), Craig Goodwin (85. Awer Mabil) Cheftrainer: Graham Arnold | Australien | Aufstellung Tunesien gegen Australien |
| Tunesien                                                                       | 0:1 Duke (23.) | | Australien | Aufstellung Tunesien gegen Australien |
| Tunesien                                                                       | Laïdouni (26.), Abdi (64.), Sassi (90.+3') | | Australien | Aufstellung Tunesien gegen Australien |
| Tunesien                                                                       | Spieler des Spiels: Mitchell Duke (Australien) | | Australien | Aufstellung Tunesien gegen Australien |
| 2. Spieltag                                                                    | | |            |                                       |
| 26. November 2022 um 13:00 Uhr (11:00 Uhr MEZ) in al-Wakra (al-Janoub Stadium) | | |            |                                       |
| Zuschauer: 41.823                                                              | | |            |                                       |
| Schiedsrichter: Daniel Siebert ( Deutschland) 3                                | | |            |                                       |
| Spielbericht                                                                   | | |            |                                       |

## Frankreich – Dänemark 2:1 (0:0)
| Frankreich                                                           | Frankreich | Dänemark | Dänemark | Aufstellung                           |
| -------------------------------------------------------------------- | --- | --- | -------- | ------------------------------------- |
| Frankreich                                                           | \| 2. Spieltag \| \| 26. November 2022 um 19:00 Uhr (17:00 Uhr MEZ) in Doha (Stadium 974) \| \| Zuschauer: 42.860 \| \| Schiedsrichter: Szymon Marciniak ( Polen) 4 \| \| Spielbericht \| | \| 2. Spieltag \| \| 26. November 2022 um 19:00 Uhr (17:00 Uhr MEZ) in Doha (Stadium 974) \| \| Zuschauer: 42.860 \| \| Schiedsrichter: Szymon Marciniak ( Polen) 4 \| \| Spielbericht \| | Dänemark | Aufstellung Frankreich gegen Dänemark |
| Frankreich                                                           | Hugo Lloris – Jules Koundé, Raphaël Varane (75. Ibrahima Konaté), Dayot Upamecano, Theo Hernández – Aurélien Tchouaméni, Adrien Rabiot – Ousmane Dembélé (75. Kingsley Coman), Antoine Griezmann (90.+3' Youssouf Fofana), Kylian Mbappé – Olivier Giroud (63. Marcus Thuram) Cheftrainer: Didier Deschamps | Kasper Schmeichel – Joachim Andersen, Andreas Christensen, Victor Nelsson – Rasmus Kristensen (90.+2' Alexander Bah), Pierre Emile Højbjerg, Christian Eriksen, Joakim Mæhle – Jesper Lindstrøm (85. Christian Nørgaard), Andreas Cornelius (46. Martin Braithwaite), Mikkel Damsgaard (73. Kasper Dolberg) Cheftrainer: Kasper Hjulmand | Dänemark | Aufstellung Frankreich gegen Dänemark |
| Frankreich                                                           | 1:0 Mbappé (61.) 2:1 Mbappé (86.) | 1:1 Christensen (68.) | Dänemark | Aufstellung Frankreich gegen Dänemark |
| Frankreich                                                           | Koundé (43.) | Christensen (20.), Cornelius (23.) | Dänemark | Aufstellung Frankreich gegen Dänemark |
| Frankreich                                                           | Spieler des Spiels: Kylian Mbappé (Frankreich) | | Dänemark | Aufstellung Frankreich gegen Dänemark |
| 2. Spieltag                                                          | | |          |                                       |
| 26. November 2022 um 19:00 Uhr (17:00 Uhr MEZ) in Doha (Stadium 974) | | |          |                                       |
| Zuschauer: 42.860                                                    | | |          |                                       |
| Schiedsrichter: Szymon Marciniak ( Polen) 4                          | | |          |                                       |
| Spielbericht                                                         | | |          |                                       |

## Tunesien – Frankreich 1:0 (0:0)
| Tunesien                                                                             | Tunesien | Frankreich | Frankreich | Aufstellung                           |
| ------------------------------------------------------------------------------------ | --- | --- | ---------- | ------------------------------------- |
| Tunesien                                                                             | \| 3. Spieltag \| \| 30. November 2022 um 18:00 Uhr (16:00 Uhr MEZ) in ar-Rayyan (Education City Stadium) \| \| Zuschauer: 43.627 \| \| Schiedsrichter: Matthew Conger ( Neuseeland) 5 \| \| Spielbericht \|                                                             | \| 3. Spieltag \| \| 30. November 2022 um 18:00 Uhr (16:00 Uhr MEZ) in ar-Rayyan (Education City Stadium) \| \| Zuschauer: 43.627 \| \| Schiedsrichter: Matthew Conger ( Neuseeland) 5 \| \| Spielbericht \| | Frankreich | Aufstellung Tunesien gegen Frankreich |
| Tunesien                                                                             | Aymen Dahmen – Yassine Meriah, Nader Ghandri, Montassar Talbi – Wajdi Kechrida, Ellyes Skhiri, Aïssa Laïdouni, Ali Maâloul – Anis Ben Slimane (83. Ali Abdi), Wahbi Khazri (60. Issam Jebali), Mohamed Ali Ben Romdhane (74. Ghailene Chaalali) Cheftrainer: Jalel Kadri | Steve Mandanda – Axel Disasi, Raphaël Varane (63. William Saliba), Ibrahima Konaté, Eduardo Camavinga – Aurélien Tchouaméni, Youssouf Fofana (73. Antoine Griezmann) – Mattéo Guendouzi (79. Ousmane Dembélé), Jordan Veretout (63. Adrien Rabiot), Kingsley Coman (63. Kylian Mbappé) – Randal Kolo Muani Cheftrainer: Didier Deschamps | Frankreich | Aufstellung Tunesien gegen Frankreich |
| Tunesien                                                                             | 1:0 Khazri (58.) | | Frankreich | Aufstellung Tunesien gegen Frankreich |
| Tunesien                                                                             | Kechrida (28.) | | Frankreich | Aufstellung Tunesien gegen Frankreich |
| Tunesien                                                                             | Tor von Griezmann (90.+8') nach Videobeweis aufgrund einer Abseitsstellung zurückgenommen. | | Frankreich | Aufstellung Tunesien gegen Frankreich |
| Tunesien                                                                             | Spieler des Spiels: Wahbi Khazri (Tunesien) | | Frankreich | Aufstellung Tunesien gegen Frankreich |
| 3. Spieltag                                                                          | | |            |                                       |
| 30. November 2022 um 18:00 Uhr (16:00 Uhr MEZ) in ar-Rayyan (Education City Stadium) | | |            |                                       |
| Zuschauer: 43.627                                                                    | | |            |                                       |
| Schiedsrichter: Matthew Conger ( Neuseeland) 5                                       | | |            |                                       |
| Spielbericht                                                                         | | |            |                                       |

## Australien – Dänemark 1:0 (0:0)
| Australien                                                                     | Australien | Dänemark | Dänemark | Aufstellung                           |
| ------------------------------------------------------------------------------ | --- | --- | -------- | ------------------------------------- |
| Australien                                                                     | \| 3. Spieltag \| \| 30. November 2022 um 18:00 Uhr (16:00 Uhr MEZ) in al-Wakra (al-Janoub Stadium) \| \| Zuschauer: 41.232 \| \| Schiedsrichter: Mustapha Ghorbal ( Algerien) 6 \| \| Spielbericht \|                                                                  | \| 3. Spieltag \| \| 30. November 2022 um 18:00 Uhr (16:00 Uhr MEZ) in al-Wakra (al-Janoub Stadium) \| \| Zuschauer: 41.232 \| \| Schiedsrichter: Mustapha Ghorbal ( Algerien) 6 \| \| Spielbericht \| | Dänemark | Aufstellung Australien gegen Dänemark |
| Australien                                                                     | Mathew Ryan – Miloš Degenek, Harry Souttar, Kye Rowles, Aziz Behich – Mathew Leckie (89. Ajdin Hrustić), Jackson Irvine, Aaron Mooy, Craig Goodwin (46. Keanu Baccus) – Mitchell Duke (82. Jamie Maclaren), Riley McGree (74. Bailey Wright) Cheftrainer: Graham Arnold | Kasper Schmeichel – Rasmus Kristensen (46. Alexander Bah), Joachim Andersen, Andreas Christensen, Joakim Mæhle (69. Andreas Cornelius) – Pierre Emile Højbjerg, Mathias Jensen (59. Mikkel Damsgaard) – Andreas Skov Olsen (69. Robert Skov), Christian Eriksen , Jesper Lindstrøm – Martin Braithwaite (59. Kasper Dolberg) Cheftrainer: Kasper Hjulmand | Dänemark | Aufstellung Australien gegen Dänemark |
| Australien                                                                     | 1:0 Leckie (60.) | | Dänemark | Aufstellung Australien gegen Dänemark |
| Australien                                                                     | Behich (4.), Degenek (57.) | Skov (75.) | Dänemark | Aufstellung Australien gegen Dänemark |
| Australien                                                                     | Spieler des Spiels: Mathew Leckie (Australien) | | Dänemark | Aufstellung Australien gegen Dänemark |
| 3. Spieltag                                                                    | | |          |                                       |
| 30. November 2022 um 18:00 Uhr (16:00 Uhr MEZ) in al-Wakra (al-Janoub Stadium) | | |          |                                       |
| Zuschauer: 41.232                                                              | | |          |                                       |
| Schiedsrichter: Mustapha Ghorbal ( Algerien) 6                                 | | |          |                                       |
| Spielbericht                                                                   | | |          |                                       |